# Aristotelie

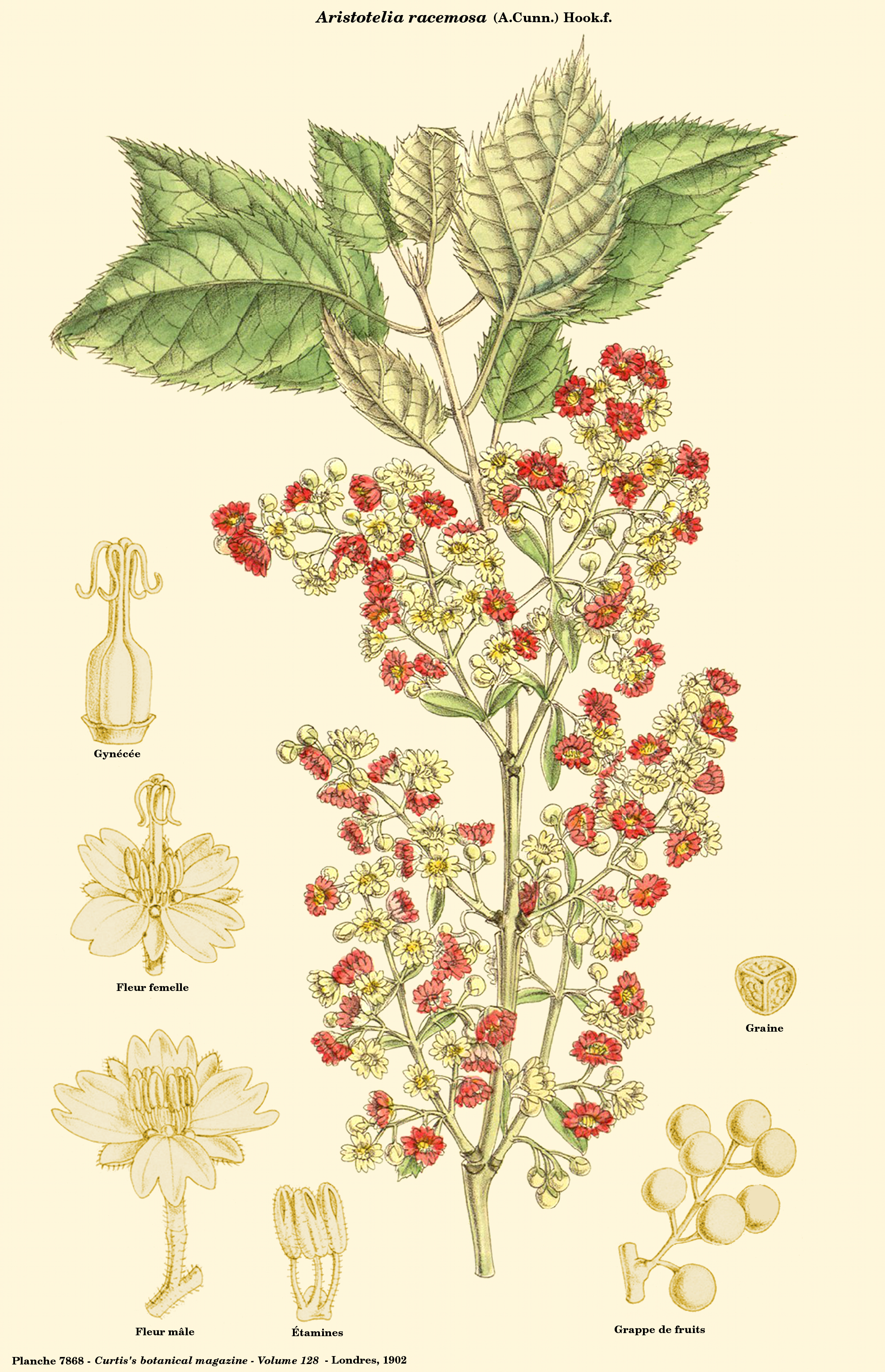
Aristotelia racemosa na botanické ilustraci

Aristotelie (Aristotelia) je rod rostlin z čeledi mastnoplodovité. Jsou to dřeviny s jednoduchými, většinou vstřícnými listy a čtyřčetnými nebo pětičetnými květy s trojlaločnými korunními lístky. Plodem je bobule. Rod zahrnuje 5 druhů a je rozšířen výhradně na jižní polokouli v australské oblasti a v Jižní Americe.
Drobné plody aristotelie čilské jsou jedlé a rostlina je využívána v medicíně. Jedlé plody má i novozélandská Aristotelia serrata.

## Popis
Aristotelie jsou jednodomé nebo dvoudomé, opadavé nebo stálezelené keře až středně velké stromy, dorůstající výšky až 15 metrů. Listy jsou jednoduché, celokrajné nebo na okraji pilovité, většinou vstřícné, řidčeji v přeslenech po třech nebo střídavé. Žilnatina je zpeřená nebo od báze trojžilná. Juvenilní rostliny mohou mít zpeřeně členěné listy. Palisty jsou redukované. Květy jsou čtyř nebo pětičetné, jednopohlavné nebo oboupohlavné, uspořádané v úžlabních latách, thyrsech, výjimečně v trojkvětých vrcholících nebo jednotlivé. Kališní lístky jsou volné, korunní lístky na vrcholu trojlaločné. V květech je polštářovitý nebo kruhovitý disk. Tyčinek je 4 až 15. Semeník obsahuje 2 až 4 komůrky. Čnělka je jednoduchá nebo větvená (někdy až k bázi), počet větví odpovídá počtu plodolistů. Plodem je bobule. Některé druhy mají semena obalená tenkou sarkotestou.

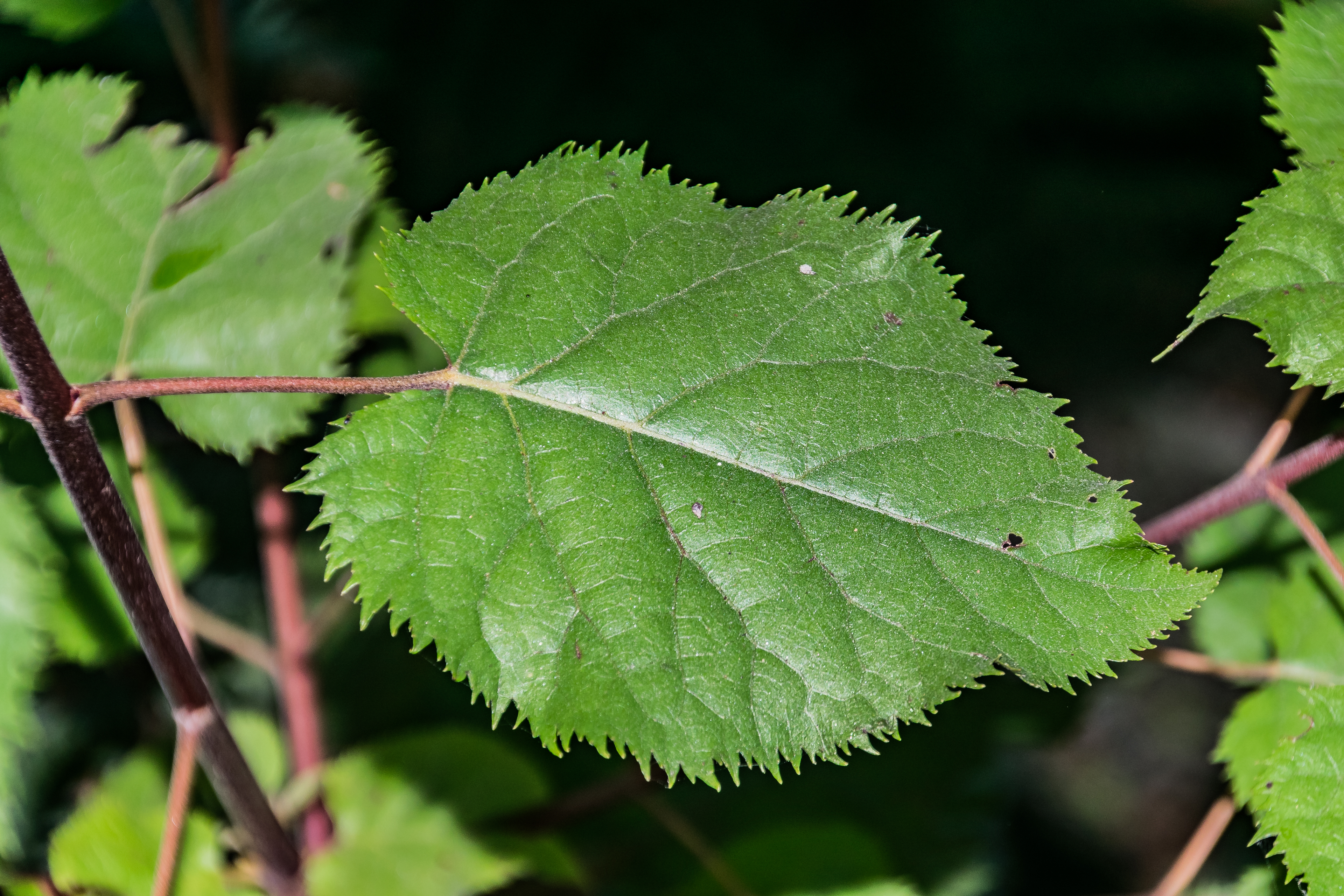
Detail listu Aristotelia serrata
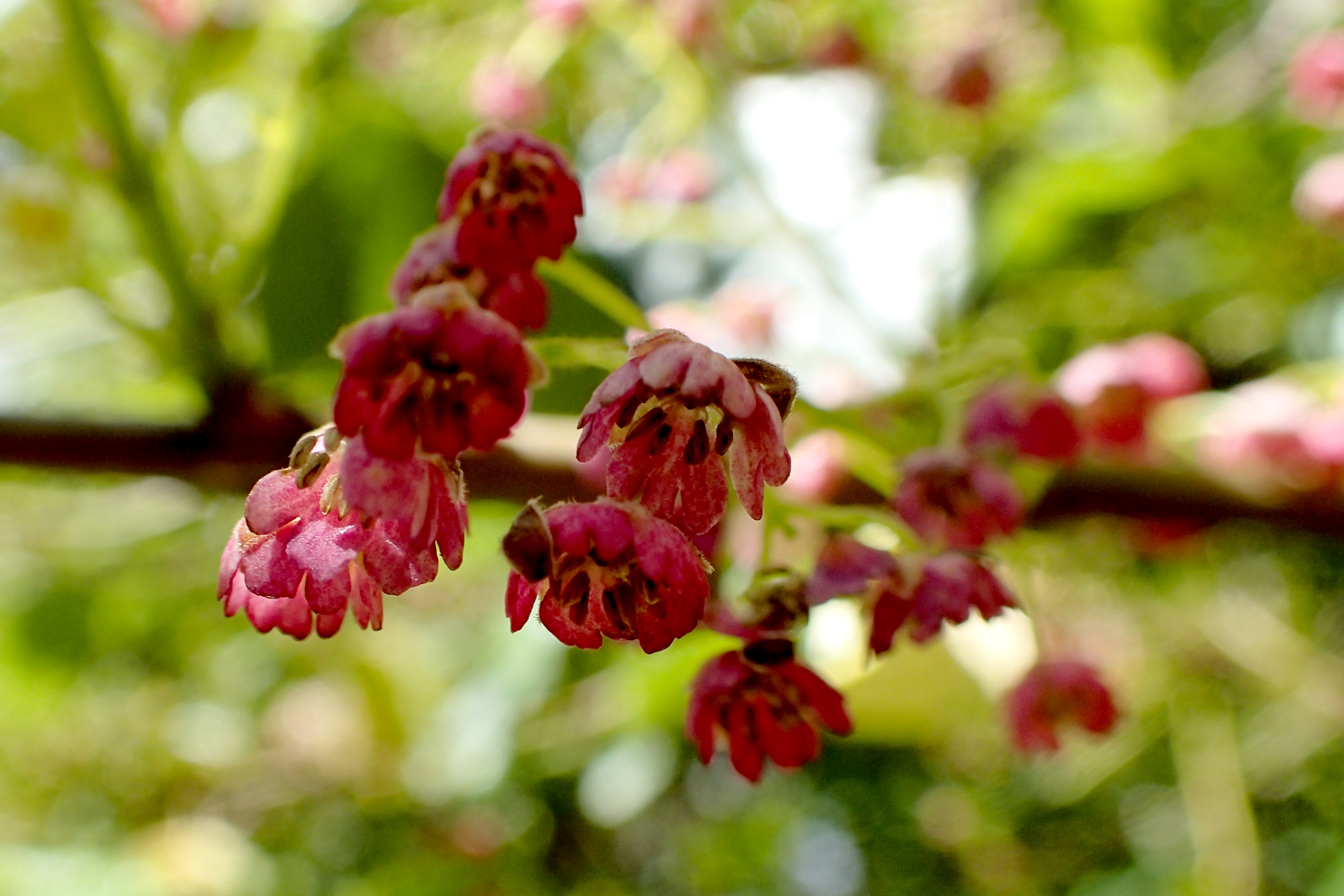
Květy Aristotelia serrata
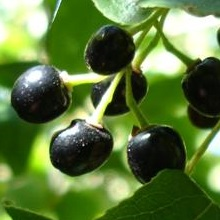
Plody aristotelie čilské

## Rozšíření
Rod aristotelie zahrnuje 5 druhů. Má silně disjunktní areál a je rozšířen výhradně na jižní polokouli v australské oblasti a jihu Jižní Ameriky. Druhy Aristotelia serrata a A. fruticosa jsou endemity Nového Zélandu, A. peduncularis se vyskytuje na Tasmánii, A. australasica v Austrálii (severovýchodní Nový Jižní Wales). Jediným americkým druhem je aristotelie čilská, rozšířená ve středním a jižním Chile a přilehlé oblasti Argentiny.

## Zástupci
- aristotelie čilská (Aristotelia chilensis)

## Význam
Aristotelie čilská je v Chile známa jako maqui. Bobule jsou jedlé, mají příjemnou chuť a patří v Chile mezi oblíbené drobné ovoce. Konzumují se čerstvé nebo se suší či zpracovávají na nápoje, marmelády ap. Slouží také k výrobě vína, známého jako tecu. Mají vysoký obsah fenolických látek a silné antioxidační účinky, podložené zejména obsahem antokyanů. Plody slouží jako zdroj plně přírodního potravinářského barviva a k barvení vína.
Domorodci na Novém Zélandu jedí také plody Aristotelia racemosa.
Šťáva z plodů aristotelie čilské se používá k barvení vlny do vínově fialových odstínů. Dřevo je v Chile populární na různé řemeslné výrobky, z kůry se zhotovují provazy.
Aristotelie čilská slouží v lidové medicíně proti horečce, jako sedativum a k léčení zranění. Chilané používají drcené listy na nádory, čaj ze sušených plodů při průjmech a úplavici a k vymývání ran. Kořeny se žvýkají pro léčení puchýřů v ústech.
Listy Aristotelia serrata se používají k léčbě spálenin a revmatismu, studený výluh z kůry při očních potížích.
Druhy Aristotelia fruticosa a A. serrata jsou uváděny ze sbírek Pražské botanické zahrady v Tróji.